# 55 Hudson Yards
Le 55 Hudson Yards est un gratte-ciel résidentiel américain en construction à New York, dans le complexe des Hudson Yards. Il s'élèvera à 238 mètres. Son achèvement est prévu pour 2018.